# Sluníčkář
Sluníčkář (sluníčkářka, sluníčkoví lidé) je specificky český výraz, neologismus, který se od roku 2013 začal používat v kontextu evropské uprchlické krize zejména pro lidi se vstřícným multikulturalistickým přístupem k islámské kultuře a imigraci. Především z názorové protistrany je užíván pejorativně.
V pozitivním smyslu je výraz sluníčkář užíván pro optimistického člověka bez problémů.
Podle Jiřího Burýška ze serveru Bezfaulu.net funguje v některých kontextech trochu jako jeho protiklad slovo „slušnočech.“

## Historie pojmu
Podle sociologa Jana Jandourka se výrazy „sluníčkový člověk“ či „sluníčkář“ používaly již před rokem 2013, ale v odlišném významu. 28. března 2013 Jiří X. Doležal v Reflexu psal v souvislosti s únosem dvou českých dívek v Pákistánu o sluníčkových lidech, čímž podle Jandourka spustil lavinu používání tohoto výrazu. Jandourek označuje výraz za určitého příbuzného výrazů pravdoláskař, havloid, dobroser, zaprodanec USA, levičák, pražská kavárna atd. Pro protikladný význam se podle Jandourka moc neuchytil výraz „měsíčci“, sám Jandourek navrhl výrazy nočníci či nočníčci, pro jejich údajnou schopnost vstřebávat do sebe nevábné obsahy a pak kolem sebe šířit nelibou vůni.
Také podle iDNES.cz se termín Sluníčkář začal užívat v roce 2013 v souvislosti s únosem Češek v Balúčistánu, a označoval multikulturní nadšence. Výraz má i odvozené varianty „sluníčkářka“ a „sluníčkový“. Podle Karla Olivy, ředitele Ústavu pro jazyk český AV ČR, se jako sluníčkář označuje člověk, který je spíše světu otevřený a levicově zaměřený, a jde o pejorativní výraz, mírně urážlivý nebo spíš pohrdlivý. Ze začátku byl používán spíše jako výsměch, nově získává na urážlivém, ponižujícím smyslu. Podle Michaely Liškové z oddělení současné lexikologie a lexikografie označuje „takové naivní, multikulti, nadšené, pozitivní osoby, a je citově zabarvené, trochu hanlivě.“ Vágnost označení je podle Liškové u pejorativních výrazů běžná.
Článek iDNES.cz z listopadu 2015 analyzoval hanlivá slova, jimiž se častují příznivci různých názorových táborů, a citoval diskusní příspěvek, kde výraz „sluníčkář“ souvisí se vstřícným postojem k muslimské imigraci: „Pokud si sluníčkáři a havloidi myslí, že je slimáci ušetří, až to tady ovládnou, hluboce se mýlí.“ Podobný specifický význam získalo i slovo „vítač“ – podle lexikografky Michaely Liškové je to, oproti původnímu neutrálnímu významu, pejorativní označení někoho, kdo něco či někoho (nekriticky) vítá, soudobě užívané zejména v souvislosti s uprchlickou krizí.
Dne 15. července 2015 výraz vůbec poprvé použila ČTK, a to pro označení demonstrantů podporujících uprchlíky v souvislosti s evropskou migrační krizí. Výraz uvedla v uvozovkách, ale v pozitivním kontextu – zmínila je jako ty, kteří chtějí vyjádřit uprchlíkům solidaritu a chtějí odsoudit šíření xenofobie a strachu z běženců. Autorka zprávy vysvětlila, že výraz použila, protože se tak organizátoři akce sami označili.
V červenci 2015 Karel Oliva vyslovil svůj dojem, že dlouhé a hůře použitelné označení „pravdoláskař“ je částečně nahrazováno právě výrazem „sluníčkář“, ale konstatoval, že to zatím není podložené žádnou studií. Vyjádřil názor, že toto slovo, jehož frekvence je nyní vysoká, „patří mezi taková ta momentální slova, která jsou jako kometa a zase brzy pohasnou“. Připustil, že se bude používat ještě za rok nebo za pět let, ale vyjádřil pochybnost, že by se používalo třeba za třicet let. Michaela Lišková odhadovala, že pokud to v komunikaci bude potřeba, tak se uchytí, protože to slovo pro označení určité skupiny lidí funguje a má výhodu, že je utvořeno českými prostředky z českého slova. Výraz by podle ní měl velkou šanci dostat se do případného slovníku neologismů, podobně jako „vítač“.

## Zajímavost
V jiném významu – jako veřejný posluha bylo slovo sluníčkář zaznamenáno v češtině již v roce 1881. Později bylo slovo sluníčkář používáno ve významu výletník, lufťák.